# Weissella kimchii
Weissella kimchii (abreujat W. kimchii) és un bacteri grampositiu, anaerobi facultatiu, catalasa negatiu, no esporulant i no mòbil, que es va aïllar per primera vegada del kimchi parcialment fermentat el 2002. W. kimchii també es va identificar com un dels bacteris de l'àcid làctic responsable de la fermentació del gowé (una beguda fermentada produïda a partir del sorgo). És un sinònim heterotípic de Weissella cibaria.
Es va identificar la soca Weissella kimchii PL9023 com a probiòtic potencial per a la salut vaginal en les dones.